# Grinzens
Grinzens – gmina w Austrii, w kraju związkowym Tyrol, w powiecie Innsbruck-Land. Według danych Austriackiego Urzędu Statystycznego liczyła 1414 mieszkańców (1 stycznia 2015).